# Elaphoglossum hispaniolicum
Elaphoglossum hispaniolicum är en träjonväxtart som beskrevs av William Ralph Maxon. Elaphoglossum hispaniolicum ingår i släktet Elaphoglossum och familjen Dryopteridaceae. Inga underarter finns listade.